# Келача (Тіміш)
Келача (рум. Călacea) — село у повіті Тіміш в Румунії. Входить до складу комуни Орцишоара.
Село розташоване на відстані 423 км на північний захід від Бухареста, 22 км на північ від Тімішоари.

## Населення
За даними перепису населення 2002 року у селі проживали 674 особи.
Національний склад населення села:
| Національність | Кількість осіб | Відсоток |
| -------------- | -------------- | -------- |
| румуни         | 610            | 90,5%    |
| угорці         | 39             | 5,8%     |
| німці          | 24             | 3,6%     |

Рідною мовою назвали:
| Мова      | Кількість осіб | Відсоток |
| --------- | -------------- | -------- |
| румунська | 628            | 93,2%    |
| угорська  | 32             | 4,7%     |
| німецька  | 13             | 1,9%     |